# 베이징 지하철 2호선
베이징 지하철 2호선(중국어 간체자: 北京地铁2号线)은 중화인민공화국 베이징시 옛 성 부분을 순환하는 순환선이다.

## 개요
베이징 지하철 2호선(통칭 중국어 간체자: 环线, 병음: huán xiàn 환셴/환선[*])은 베이징 시의 중심부, 원래의 베이징 내성의 성벽 아래 부분을 시즈먼(西直门)역을 기점으로 일주하는 순환선으로 역명에 문(중국어 간체자: 门, 정체자: 門, 병음: mén)이 붙어 있는 곳이 많다. 성벽의 바깥 부분에는 도시 간선도로인 2환로(二环路, 환상 2호선)과 쳰싼먼다제(前三门大街)가 만들어져 지하철과 병행하는 시내 버스 44번 계통이 운행되고 있다. 지하철은 우측통행이기 때문에, 시즈먼 → 푸싱먼(复兴门) → 베이징역 방향향의 반시계회전(역 번호순서)이 외환(外环, 바깥으로 도는 노선)이고, 시즈먼 → 둥즈먼(东直门) → 지안궈먼(建国门) 방향의 시계회전(역번호 반대순)이 내환(内环, 안쪽을 도는 노선)이다.

## 노선 정보
- 노선거리(영업구간): 23 km
- 표준궤도간격: 1,435mm
- 역수: 18개 역
- 복선구간: 전 노선
- 전기구간: 전 노선(직류 750V, 제3궤조 방식)
- 지상구간: 없음
- 주행방향: 우측통행

## 역 목록
| 역이름       | 중문명   | 영문명                  | 거리 | 환승역                     |
| ------------ | -------- | ----------------------- | ---- | -------------------------- |
| 시즈먼역     | 西直门   | Xizhimen                | 0.0  | ■4호선 ■13호선 베이징 북역 |
| 처궁좡역     | 车公庄   | Chegongzhuang           | 0.9  | ■6호선                     |
| 푸청먼역     | 阜成门   | Fuchengmen              | 1.9  |                            |
| 푸싱먼역     | 复兴门   | Fuxingmen               | 3.7  | ■1호선                     |
| 창춘제역     | 长椿街   | Changchunjie            | 4.9  |                            |
| 쉬안우먼역   | 宣武门   | Xuanwumen               | 5.9  | ■4호선                     |
| 허핑먼역     | 和平门   | Hepingmen               | 6.7  |                            |
| 첸먼역       | 前门     | Qianmen                 | 7.9  | ■8호선                     |
| 충원먼역     | 崇文门   | Chongwenmen             | 9.5  | ■5호선                     |
| 베이징역     | 北京站   | Beijing Railway Station | 10.5 | 베이징 역                  |
| 젠궈먼역     | 建国门   | Jianguomen              | 11.5 | ■1호선                     |
| 차오양먼역   | 朝阳门   | Chaoyangmen             | 13.2 | ■6호선                     |
| 둥쓰스탸오역 | 东四十条 | Dongsi Shitiao          | 14.3 | ■3호선                     |
| 둥즈먼역     | 东直门   | Dongzhimen              | 15.1 | ■13호선 ■수도공항선        |
| 융허궁역     | 雍和宫   | Yonghegong Lama Temple  | 17.3 | ■5호선                     |
| 안딩먼역     | 安定门   | Andingmen               | 18.1 |                            |
| 구러우다제역 | 鼓楼大街 | Gulou Dajie             | 19.3 | ■8호선                     |
| 지수이탄역   | 积水潭   | Jishuitan               | 21.1 | ■19호선                    |

## 연혁
- 1969년 10월 1일 - 黑石头站 ~ 南禮士路站 ~ 长椿街站 ~ 北京站 개통
- 1977년 - 일반 시민에게 공개
- 1980년 - 외국인에게 공개
- 1984년 9월 20일 - 지엔궈먼(建国门站) ~ 시즈먼(西直门站) ~ 푸싱먼(复兴门站) 개통

## 차량
모두 6량이 편성되어 있다.
- DKZ16형 (2007년 11월 10일~ )

### 과거 차량
- DK3형 (1987년 12월 28일~1989년)
- DK6형 (1984년 9월 20일~1995년)
- DK8형(1984년 9월 20일~2008년 4월 11일)
- DK9형 (1984년 9월 20일~2008년 4월 11일)
- DK11형 (1984년 9월 20일~1989년)
- DK16형 (1987년~2009년 1월 19일)
- DK16A형 (1988년~2008년)
- DK16AG형 (2005년~2009년 1월 15일)
- DK19형 (1990년~2004년)
- DK19G형 (2005년~2008년 4월 11일)
- DKZ1형 (1987년~1995년)
- BD1형 (1994년~2008년 12월 14일)
- BD11형 (2000년~2004년)
- M형 (1984년~1995년)
- 300형 (1996년~2008년 4월 11일)

## 같이 보기
- 베이징 지하철
- 베이징시